# Furtuna tropicală Brenda (1960)

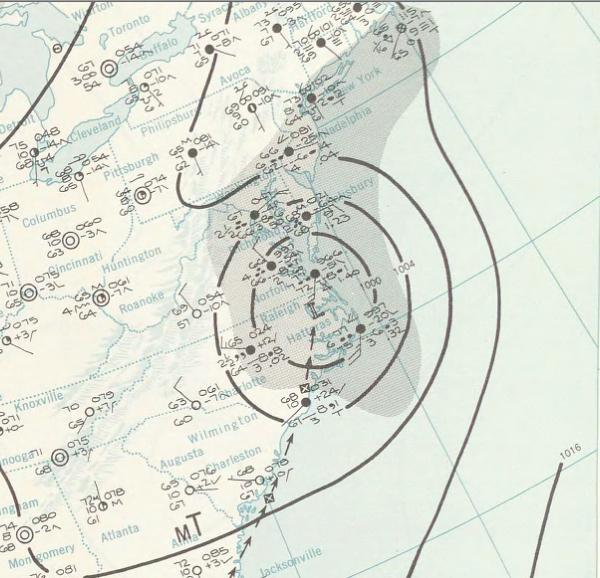
Harta meteorologică a furtunii Brenda

Furtuna tropicală Brenda a fost cea de-a doua furtună a sezonului numit „Uraganul Atlantic al anului 1960”.  Aceasta s-a dezvoltat în Golful Mexic de nord-est pe 28 iulie 1960 și după ce s-a mutat pe țărmul Peninsulei Florida, a atins stadiul de furtună tropicală. Furtuna Brenda s-a deplasat rapid spre nord-est, de-a lungul coastei estice a SUA, în cele din urmă atingând un stadiu de furtună moderată, cu vânt având o viteză de 60 mile pe oră (97 km/h) înainte de a trece peste statele din Mid-Atlantic și New England. Furtuna a încetat practic la 31 iulie 1960, când ajunsese în sudul Canadei.
Furtuna Brenda a provocat pagube moderate în Florida, totuși acestea fiind cele mai grave de la „Uraganul Ușor” din 1950, fiind însoțită de precipitații abundente în nord, aproape de New York. Daunele totale au fost estimate la 5 milioane de dolari americani, dar ciclonul a provocat decese doar în mod indirect.